# Aliment stomachique
Un aliment stomachique est un aliment ou substance salutaire à l’estomac et qui favorise la digestion.
Il existe de nombreuses plantes stomachique, telles que la sauge, le laurier sauce, la mélisse, etc. . 